# Bombylius vallicola
Bombylius vallicola är en tvåvingeart som beskrevs av Neal L. Evenhuis och Tabet 1981. Bombylius vallicola ingår i släktet Bombylius och familjen svävflugor. Inga underarter finns listade i Catalogue of Life.